# Jean de Joyeuse
Originaire des Ardennes, Jean de Joyeuse est un facteur d'orgues français, de la fin du XVIIe siècle, établi dans le Sud-Ouest de la France où il a introduit les nouveautés de la facture d'orgues parisienne.

## Sa vie, son œuvre

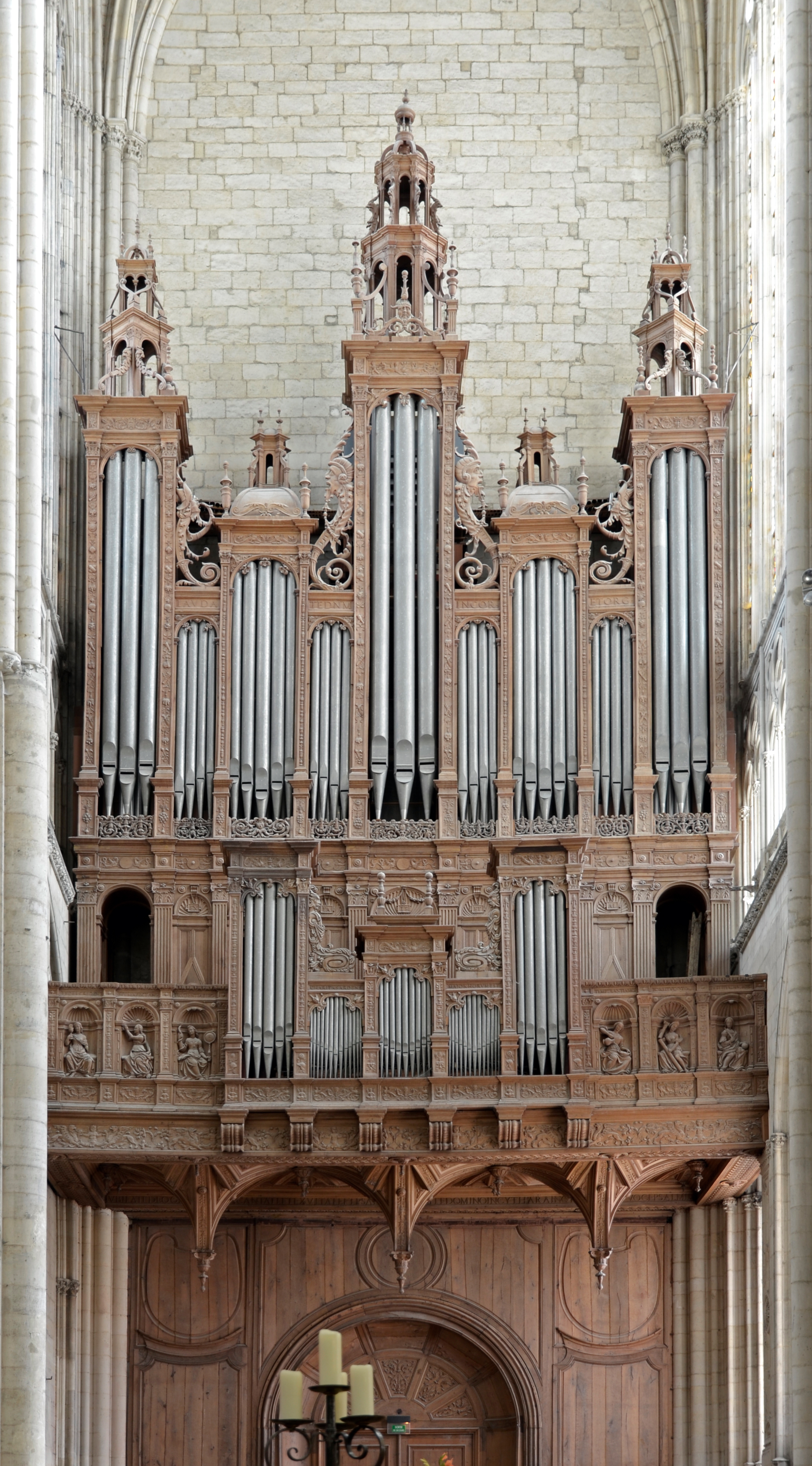
Orgue de la cathédrale du Mans

Né à Chémery-sur-Bar dans les Ardennes vers 1638, il s'appelait en fait Jean Joyeux, mais signait son nom "de Joyeuse", peut-être pour ne pas être confondu avec un de ses frères prénommé également Jean. On ne sait rien de son apprentissage si ce n'est qu'il est, dès 1661, à Paris. En 1666 il est cité pour des travaux à la cathédrale du Mans dans la Sarthe (photo ci-contre), puis à Paris pour les expertises des orgues de l'église Saint-Jacques-la-Boucherie en 1669, puis de Saint-Séverin, dues à Charles et Alexandre Thierry, en 1670. En 1672 il restaure l'orgue de Saint-Maclou à Pontoise (disparu), puis on le retrouve à Lyon en 1674 où il travaille à l'orgue de l'hôpital de la Charité.
De là il quitte définitivement le Nord de la France pour le Sud-Ouest (s'entend de l'ouest du Rhône jusqu'à Toulouse) où il fera l'essentiel de sa carrière non seulement en tant qu'organier mais aussi en tant qu'organiste.
Il commence en 1676 par reconstruire le célèbre instrument de la cathédrale de Rodez, travail achevé en août (photo ci-dessous), orgue  Classé MH tant pour son buffet que pour sa partie instrumentale.
Puis, en 1677, il part s'installer à Carcassonne où il restera douze ans et où il obtient rapidement le poste de titulaire à la  basilique Saint-Nazaire-et-Saint-Celse alors cathédrale, dont il améliorera l'orgue de 1680 à 1684, reconstruisant notamment les tuyaux de ses 23 jeux (photo ci-dessous);  Classé MH tant pour son buffet que pour sa partie instrumentale.
En 1678 il va à Toulouse réparer l'orgue de la cathédrale Saint-Étienne (photo ci-dessous) dont il reconstruit le positif; rien ne subsiste de la partie instrumentale ancienne, totalement remplacée par Alfred Kern en 1977.
En 1679 il est à Béziers pour la reconstruction de l'orgue du flamand Guillaume Poncher à la cathédrale Saint-Nazaire (photo ci-dessous);  Classé MH Il y épouse Hélène de Romain, fille du maître de musique de la chapelle de la cathédrale, contrat de mariage ayant été passé le 11 novembre 1680.

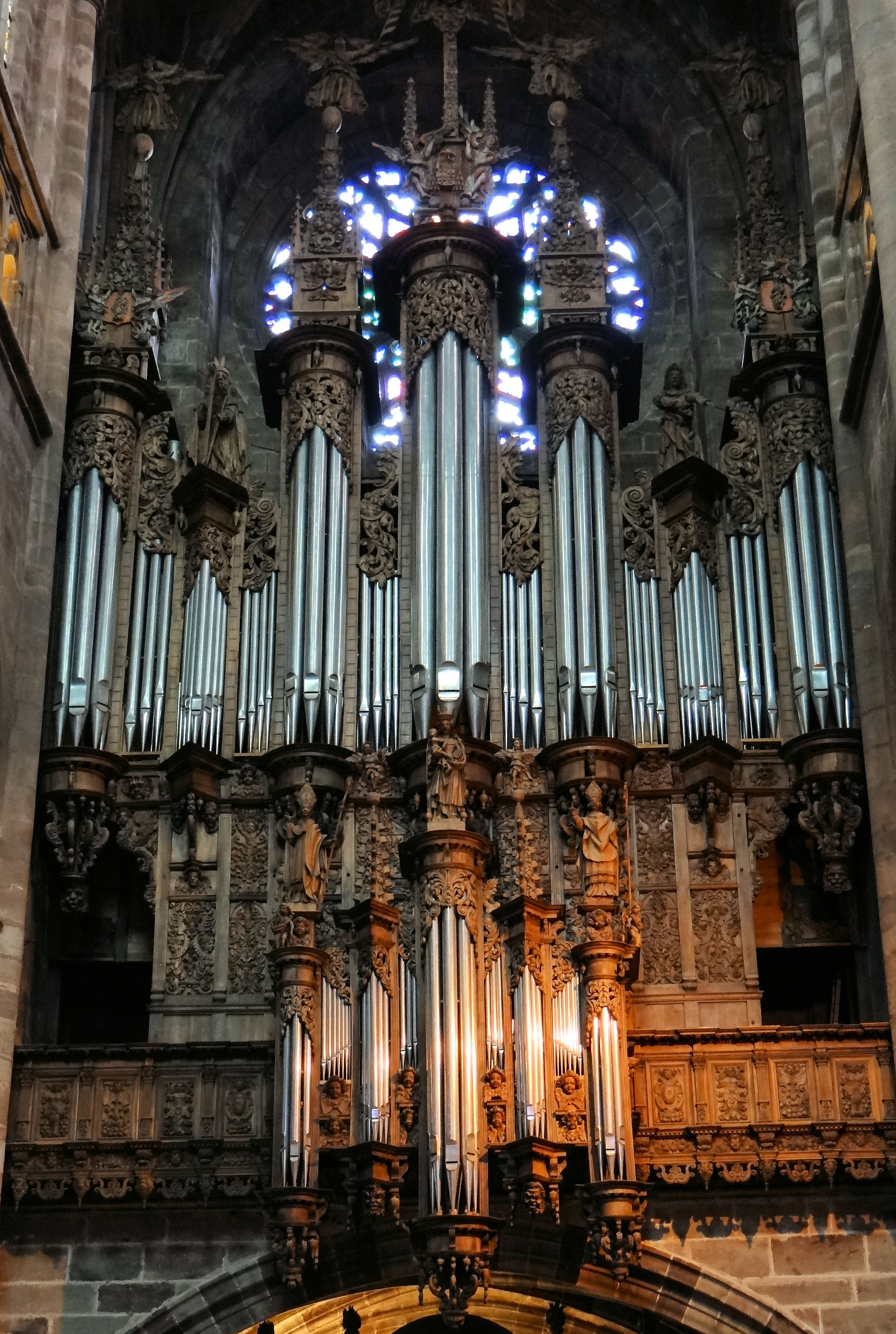
Cathédrale de Rodez
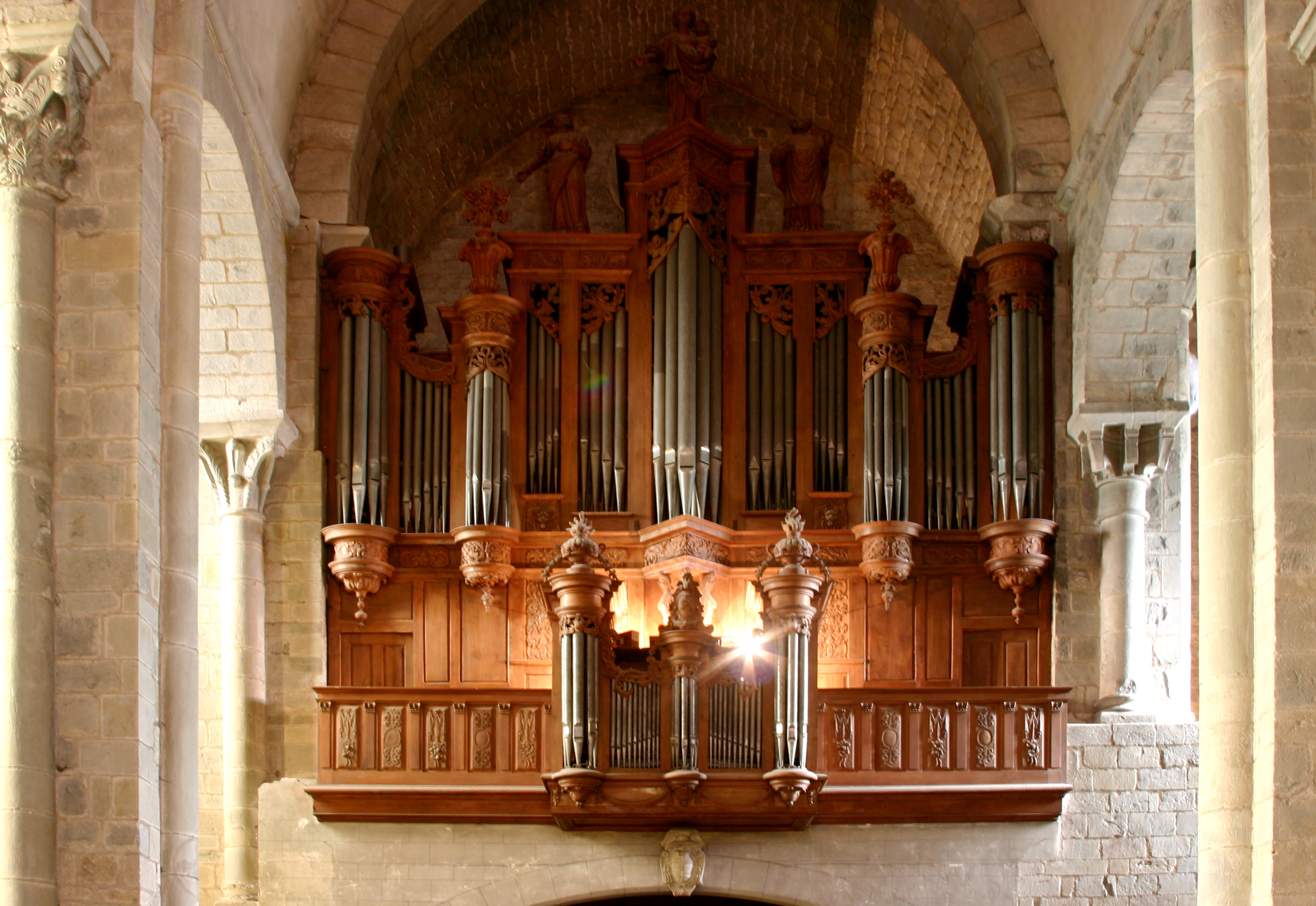
Basilique Saint-Nazaire-et-Saint-Celse de Carcassonne
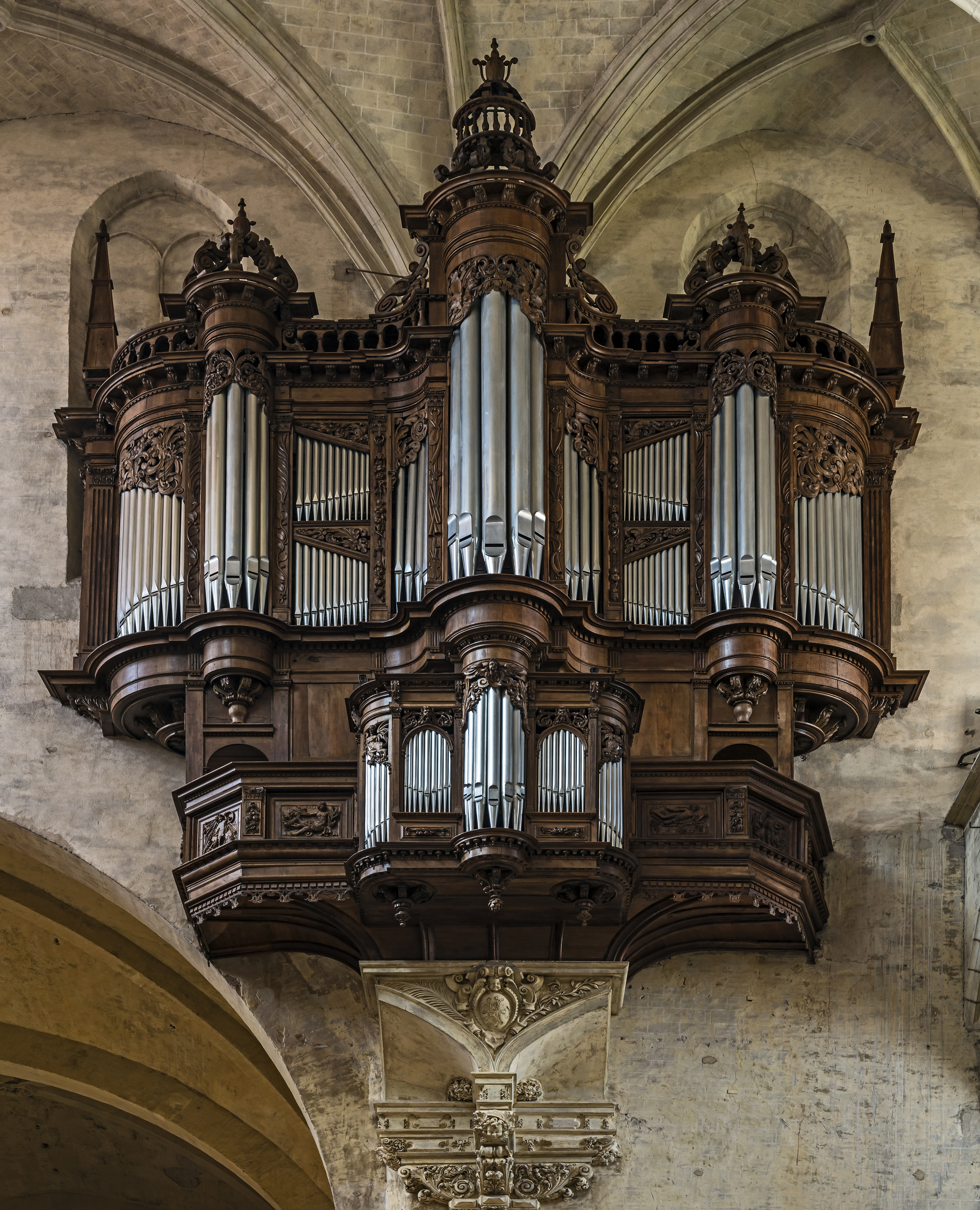
Cathédrale de Toulouse
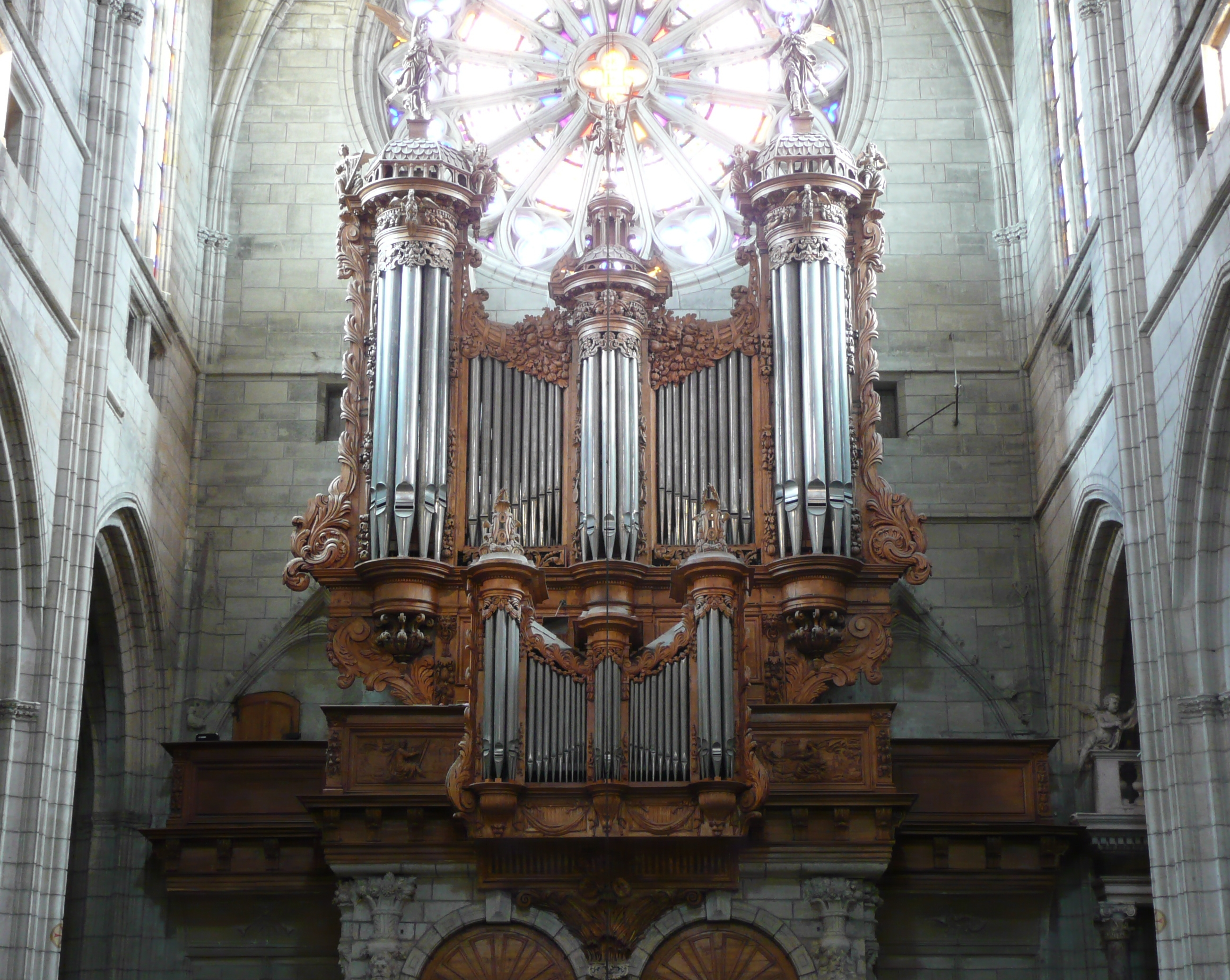
Cathédrale de Béziers

En 1684 il est chargé d'une construction entièrement neuve pour l'église Saint-Michel de la ville basse de Carcassonne, devenue par la suite cathédrale, avec 27 jeux sur 3 claviers et pédale, livré en 1687 et dont seul le buffet (photo ci-dessous),  Classé MH, existe toujours  mais sert d'écrin prestigieux à l'orgue Aristide Cavaillé-Coll de la collégiale Saint-Hippolyte de Poligny dans le Jura. 
De 1688 à 1689 il refait quasiment à neuf les 30 jeux de l'orgue de la cathédrale Saint-Jean-Baptiste de Perpignan (photo ci-dessous),  Classé MH tant pour son buffet que pour sa partie instrumentale.
Puis fin 1689 il quitte Carcassonne pour aller s'établir à Toulouse, en passant par Auch où il réalise, de 1690 à 1694, le chef-d'œuvre de sa maturité pour la cathédrale Sainte-Marie: un grand seize pieds de 41 jeux,  Classé MH tant pour son buffet que pour sa partie instrumentale et magistralement restauré en 1998 par Jean-François Muno (photo ci-dessous)).
À Toulouse on lui doit le petit instrument du couvent Sainte-Catherine.
À l'automne 1697 il entreprend son ultime chantier à Narbonne, pour des réparations à l'orgue de la cathédrale St Just et St Pasteur (photo ci-dessous), qu'il ne peut mener à son terme puisqu'il meurt le 24 mars 1698.

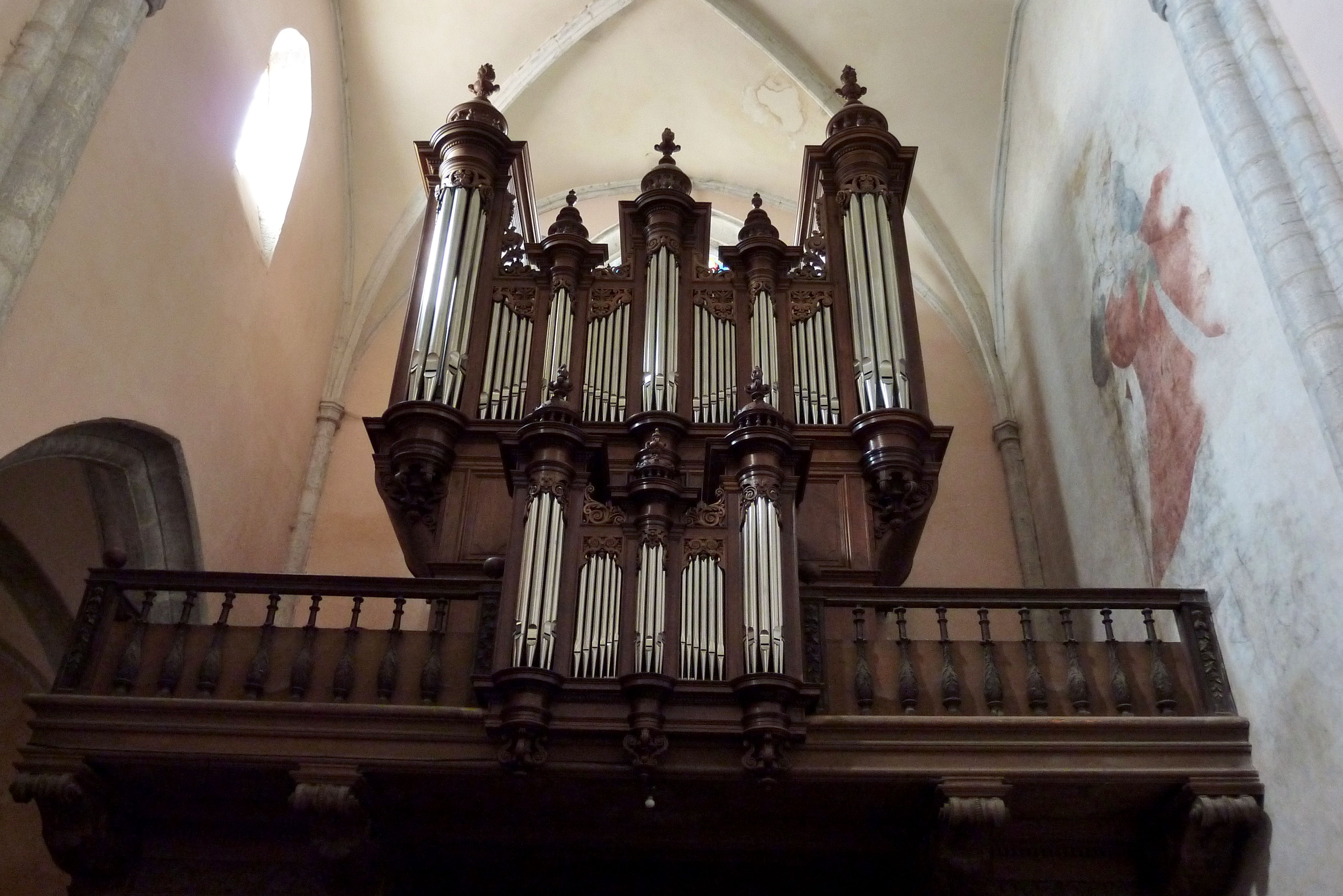
Poligny, buffet transféré de Carcassonne
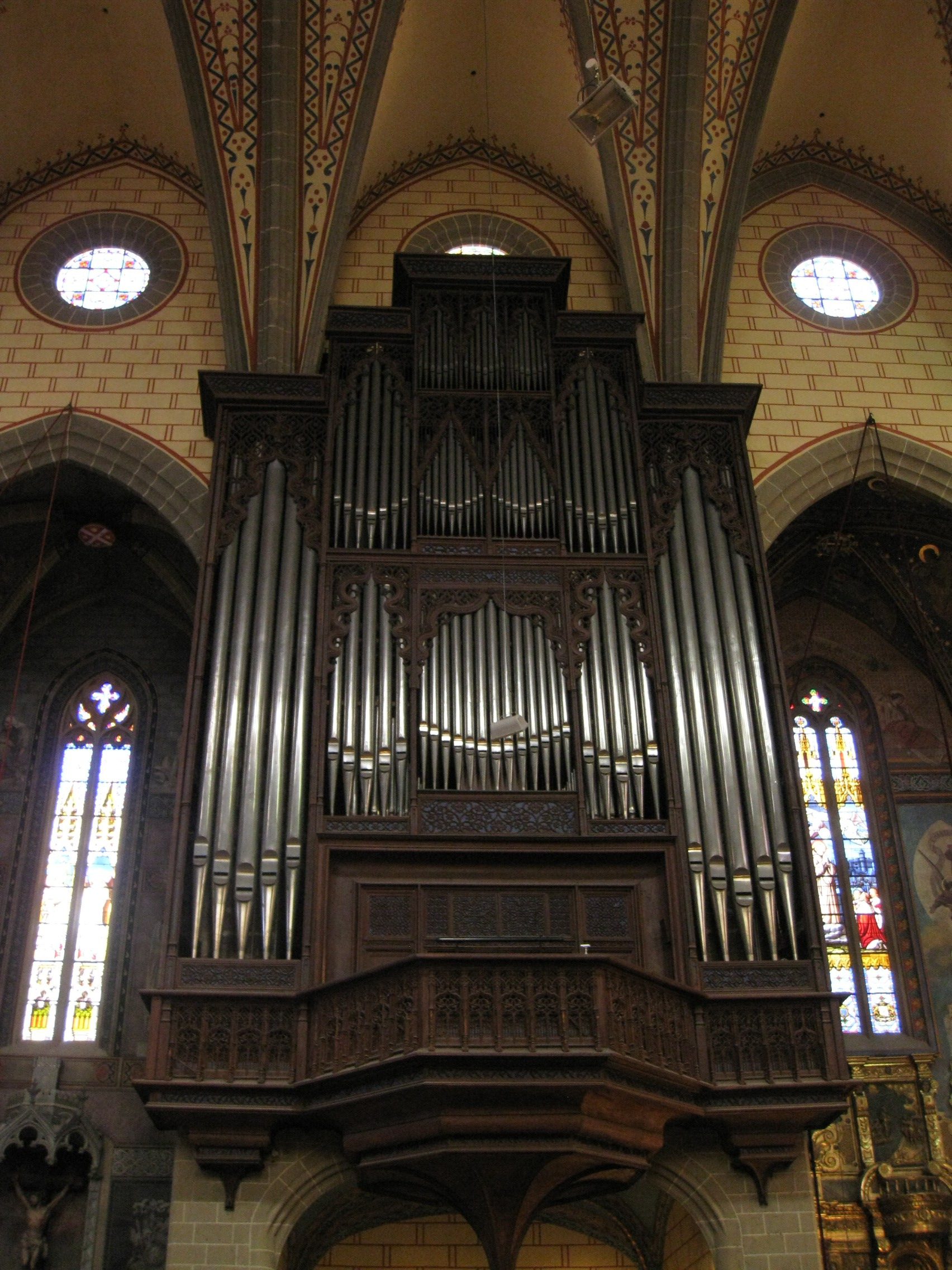
Cathédrale de Perpignan
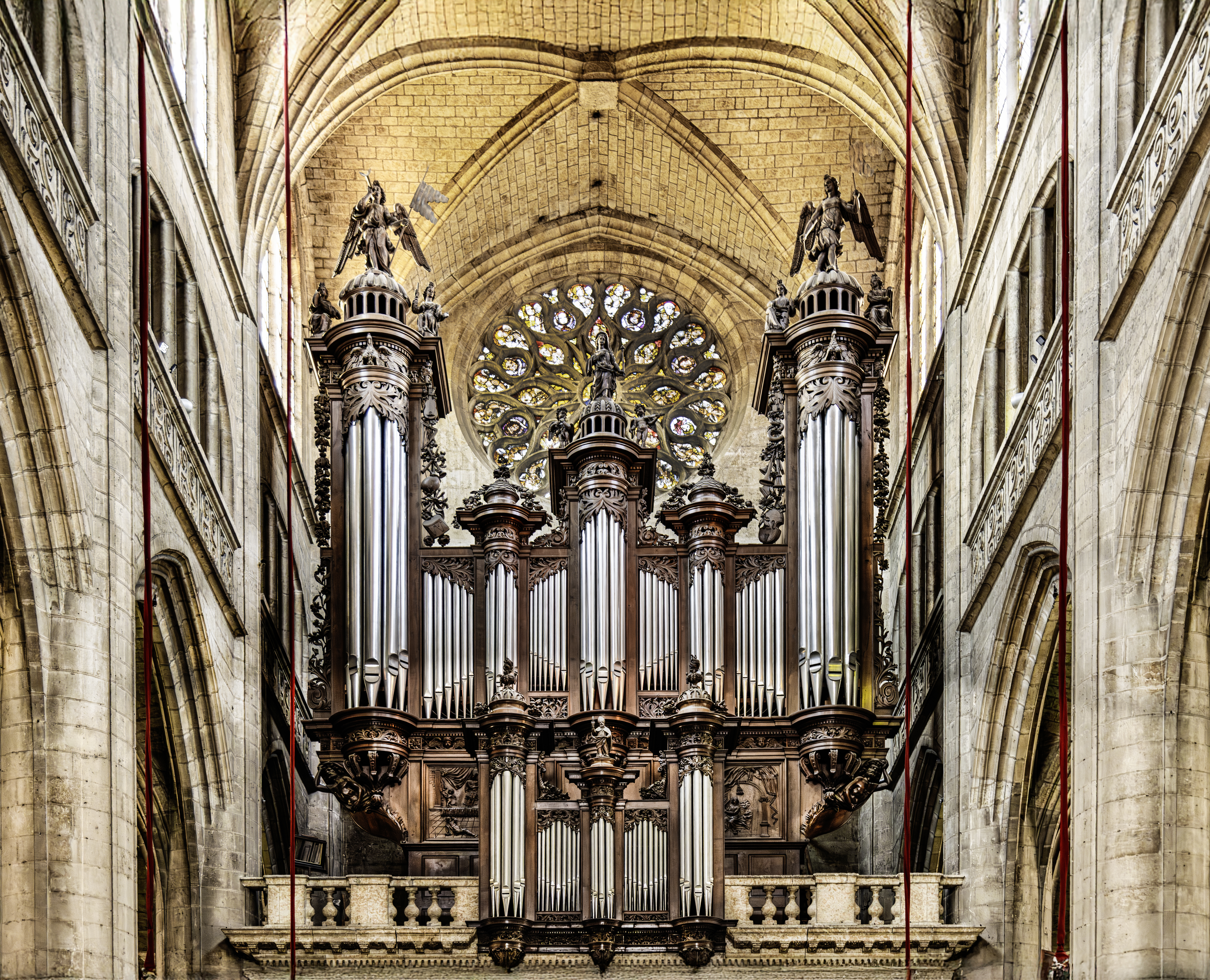
Cathédrale d'Auch
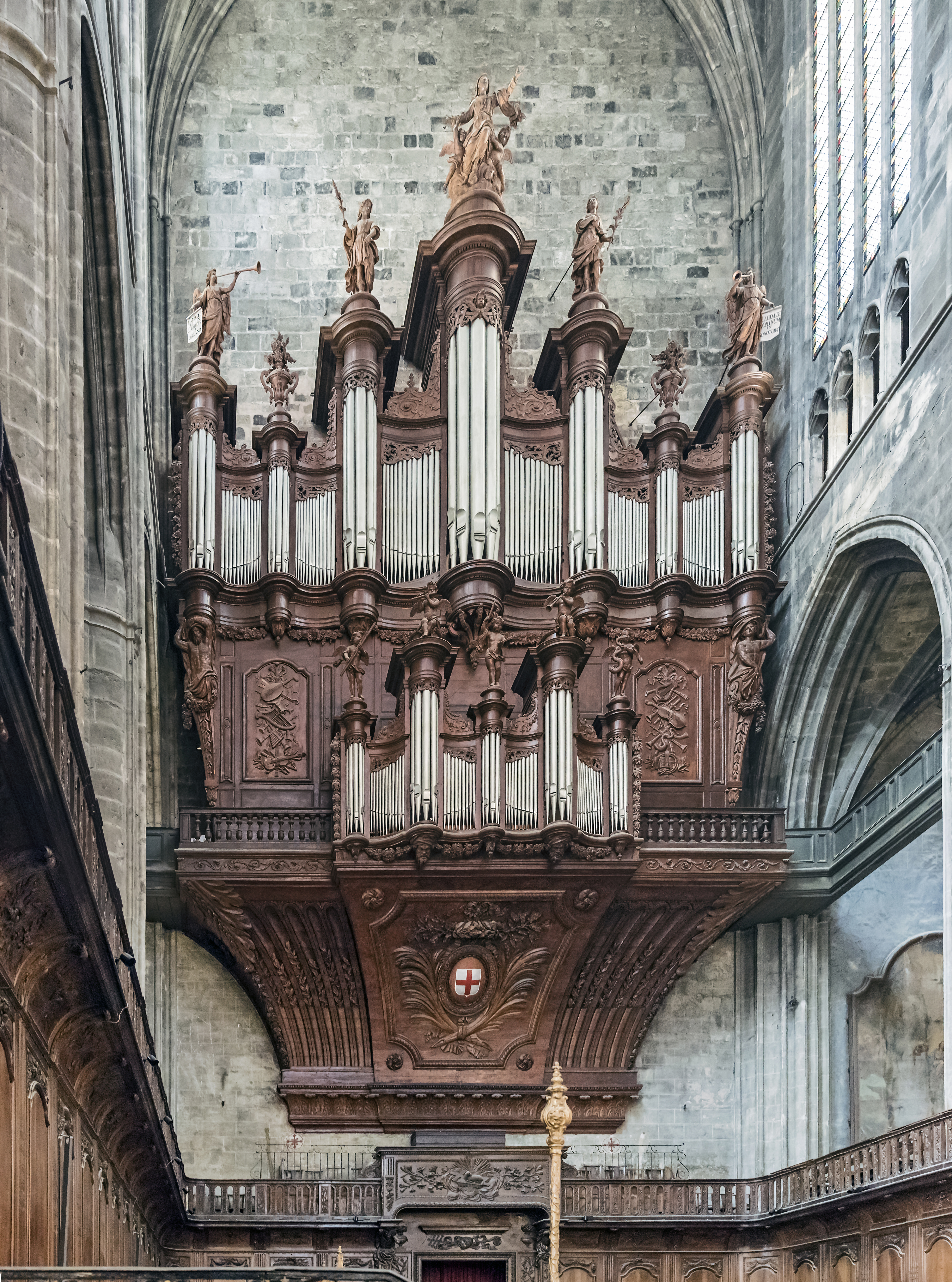
Cathédrale de Narbonne

Ses deux fils, encore adolescents à sa mort, n'ont pas pratiqué la facture d'orgues.

### Sources
- Norbert Dufourcq, Le Livre de l'Orgue Français, tome III, la Facture, 2e partie, Picard,  (ISBN 2-7084-0031-2)
- Norbert Dufourcq, Jean de Joyeuse et la pénétration de la facture d'orgues parisienne dans le Midi de la France au XVIIe siècle, Picard, Paris, 1958
- Louis Meunier-Rivière (docteur en musique et musicologue), article: Jean de Joyeuse, facteur d'orgue "parisien" in la brochure: La cathédrale d'Auch et son grand orgue éditée par l'Association des amis des orgues de la cathédrale d'Auch pour l'inauguration de 1998